# Ô̄
Ô̄ (minuscule : ô̄), appelé O accent circonflexe macron, est une lettre latine utilisée dans l’écriture du kayaw.
Il s’agit de la lettre O diacritée d’un accent circonflexe et d’un macron.

## Représentations informatiques
Le O accent circonflexe macron peut être représenté avec les caractères Unicode suivants :
- précomposé (latin étendu-1, diacritiques)[1],[2] :

| formes    | représentations | chaînes de caractères | points de code | descriptions                                                    |
| --------- | --------------- | --------------------- | -------------- | --------------------------------------------------------------- |
| majuscule | Ô̄               | Ô◌̄                    | U+00D4 U+0304  | lettre majuscule latine o accent circonflexe diacritique macron |
| minuscule | ô̄               | ô◌̄                    | U+00F4 U+0304  | lettre minuscule latine o accent circonflexe diacritique macron |

- décomposé (latin de base, diacritiques) :

| forme     | représentation | chaîne de caractères | point de code        | description                                                                 |
| --------- | -------------- | -------------------- | -------------------- | --------------------------------------------------------------------------- |
| capitale  | Ô̄              | O◌̂◌̄                  | U+004F U+0302 U+0304 | lettre majuscule latine o diacritique accent circonflexe diacritique macron |
| minuscule | ô̄              | o◌̂◌̄                  | U+006F U+0302 U+0304 | lettre minuscule latine o diacritique accent circonflexe diacritique macron |